# Fredningsnævn
Et Fredningsnævn er et nævn nedsat af miljøministeren i medfør af naturbeskyttelsesloven. Miljøministeren nedsætter to til tre Fredningsnævn i hver af Danmarks regioner. Fredningsnævnene har til opgave at tage stilling i fredningssager indenfor landskabs- og naturfredning.
Fredningsnævnene er uafhængige domstolslignende organer, der behandler fredningssager og træffer afgørelser om hvorvidt de skal gennemføres.
Fredningsnævnet er nedsat efter Naturbeskyttelseslovens § 35.
Efter loven består nævnet af en formand, der skal være dommer og 2 andre medlemmer; Dommeren og det ene medlem udpeges af miljøministeren, mens nævnets tredje medlem vælges af kommunalbestyrelsen i den kommune, hvori det areal, sagen omhandler er beliggende. Der er 13 Fredningsnævn, fordelt med 2 i Region Nordjylland og i Region Midtjylland samt 3 fredningsnævn i hver af de øvrige regioner. Klager over afgørelser om fredninger og om dispensationer fra disse behandles af Naturklagenævnet.